# Mr. Thug
 (août 2013).
Si vous disposez d'ouvrages ou d'articles de référence ou si vous connaissez des sites web de qualité traitant du thème abordé ici, merci de compléter l'article en donnant les références utiles à sa vérifiabilité et en les liant à la section « Notes et références ».
Mr. Thug, de son vrai nom Diego Villanueva, est un auteur-compositeur-interprète brésilien né le 15 septembre 1990 à Rio de Janeiro.

## Biographie

### Jeunesse
Né le 15 septembre 1990 à Rio de Janeiro, Diego Villanueva a grandi et étudié à Maricá.

### Carrière
Il commence à chanter et à jouer du cavaquinho dans un groupe.[Lequel ?]
En 2006, avec Leonardo Schulz, il fonde le groupe Bonde da Stronda. Il est le principal compositeur de musique. Il dépeint sa vie et celle de ses amis. 
En outre, nous rend aussi des chansons en solo.[pas clair]

### Vie privée
Diego est sorti avec la chanteuse Anitta entre 2011 et 2012. Les deux ont posé pour une séance photo et prévoyaient de lancer un clip ensemble, qui a été annulé avec leur rupture fin 2012.

## Discographie

### Singles
- 2008 - Verdadeira Vantagem (avec TonzA)
- 2008 - S.T.R.O.N.D.A (avec TonzA & MC Lipy)
- 2009 - Memorias
- 2009 - Ponto de Equilíbrio
- 2012 - Tem Espaço? Faz Tatuagem!
- 2013 - O Bem Que Eu Preciso

### Vidéo
- 2012 - Tem Espaço? Faz Tatuagem!

### Collaborations
- 2009 - Chaparraus Nutrs : Alerta Brasil
- 2010 - Diwali : Melhor Assim
- 2011 - TonzA : Faço Tudo que Quiser
- 2013 - Terra Preta : O Bonde Segue